# 최초이
최초이(1990년 9월 18일 ~)는 대한민국의 가수다.

## 방송
- 학원 본좌전 (2008) - 우승
- 뮤직 트라이앵글 (2012) - 객원 MC

## 수상
- 2007년 CMB 친친 청소년 가요제 금상
- 2008년 대구예술대학교 콩쿨 대상